# Burg Nieder-Waroldern
Die Burg Nieder-Waroldern ist eine abgegangene Wasserburg am westlichen Ortsrand (an der Wilde, früher „Dränke“ genannt) bei 270 m ü. NN von Twistetal-Nieder-Waroldern im nordhessischen Landkreis Waldeck-Frankenberg.

## Geschichte
Wann und von wem die Burg erbaut wurde, ist nicht bekannt. Urkundlich wurde „Warholderen“ 1126 im Besitz des Klosters Aroldessen und der Grafen von Schwalenberg, den späteren Waldecker Grafen, erwähnt. Als weitere Eigentümer wurden im 14. Jahrhundert die Herren von Twern (auch von Zwehren) genannt, die 1396 die Hälfte des Ortes an Ulrich von Escheberg versetzten. Lehnsherr war Heinrich VI. von Waldeck, der diesen Vertrag mit siegelte. Er hatte wohl großes Interesse an der Burg und bestimmte, dass weitere Verpfändungen nur noch an „eingessene“ Waldecker erfolgen sollten. 1407 war sein Sohn, Graf Heinrich VII. von Waldeck, Besitzer der ganzen Burg und verpfändete sie im gleichen Jahr an Werner von Gudenberg und Karl von Geismar. Letzterer erhielt 1435 von Graf Otto III. von Waldeck zu Landau das ganze Dorf zu Lehen. 1537 hatte der Amtmann zu Landau, Adrian von Zertzen, Burg und Dorf im Pfandbesitz. Vermutlich wurden schon zu dieser Zeit Teile der Burg abgerissen. 1588 wurde anstelle der Burg eine Meierei eingerichtet. Im Jahr 1773 wurden dann die restlichen Gebäude abgerissen und die vorhandenen Wassergräben zugeschüttet. Heute ist der Standort komplett überbaut. Von der ehemaligen Burg sind nur noch geringe Fundamentreste vorhanden.